# Lobo feroz (película)
Lobo feroz es una película española de thriller de 2023 dirigida por el cineasta uruguayo Gustavo Hernández Ibáñez, escrita por Juma Fodde y Conchi del Río, y protagonizada por Adriana Ugarte, Javier Gutiérrez y Rubén Ochandiano. Es una adaptación español de la cinta israelí de 2013 Big Bad Wolves, que fue escrita y dirigida por Aharon Keshades y Navot Papushado. Se estrenó en cines españoles el 27 de enero de 2023, con distribución de Filmax.

## Trama
La película se centra en Alonso (Javier Gutiérrez), un policía al borde de la ley, y Matilde (Adriana Ugarte), la madre de la última víctima de una serie de asesinatos de varias niñas, quienes secuestran a Elías (Rubén Ochandiano), el principal sospechoso del caso, con el fin de obtener una confesión a toda costa. Mientras tanto, una modélica detective (Juana Acosta), en su intento de resolver el caso, busca encontrar a Elías antes de que Alonso y Matilde lleven las cosas demasiado lejos.

## Reparto
- Adriana Ugarte como Matilde
- Luna Fulgencio como Matilde niña
- Javier Gutiérrez como Alonso
- Rubén Ochandiano como Elías
- Juana Acosta como Vidal
- Antonio Dechent como Romero
- Manu Vega como Álex
- Fernando Tejero como Hipólito
- José Chaves como Gutiérrez
- María Alfonsa Rosso como la madre de Alonso

## Producción
El 18 de mayo de 2019, la revista estadounidense reveló que un remake español de la cinta israelí Big Bad Wolves, con José Coronado como protagonista, estaba en desarrollo en la productora española Bowfinger International Pictures y la productora uruguaya Mother Superior, con Gustavo Hernández Ibáñez puesto como director y Juma Fodde a cargo del guion. Coronado eventualmente se cayó del reparto. En febrero de 2021, el rodaje de la película, titulada Lobo feroz, comenzó en la provincia de Cádiz y duró seis semanas, con un reparto liderado por Adriana Ugarte, Javier Gutiérrez, Rubén Ochandiano, Juana Acosta, Manu Vega y Antonio Dechent. Filmax, la cual también distribuyó Big Bad Wolves en España, adquirió los derechos de distribución en cines españoles de la cinta.
La película costó en total 3.5 millones de euros, incluyendo 1.2 millones de euros en ayudas de la ICAA. El rodaje de Lobo feroz dejó una inversión de 1.5 millones de euros en la ciudad de Cádiz.

## Lanzamiento y marketing
En julio de 2022, Filmax estrenó el primer póster de Lobo feroz y programó su estreno para el 27 de enero de 2023. En noviembre, el póster final fue lanzado. En diciembre de 2022, salió el tráiler.

## Recepción

### Taquilla
Lobo feroz se estrenó en 135 cines, coincidiendo principalmente con los estrenos españoles de las películas estadounidenses La ballena, Tár y Devotion, entre otras cintas. En su primer fin de semana, Lobo feroz recaudó 103.373 euros de 15.234 espectadores en 135 cines, con un promedio por copia de 766 euros, obteniendo el puesto 12 de la taquilla española. En su segundo fin de semana, la película cayó un 59% hasta obtener 39.724 euros en 160 cines para un acumulado de 184.724 euros, con un promedio de 248 euros, obteniendo el puesto 15 de la taquilla.

### Crítica
Lobo feroz ha recibido críticas mixtas por parte de los críticos profesionales. Oti Rodríguez Marchante de ABC le dio a la película dos estrellas de cinco, escribiendo que la película "tiene todos los ingredientes del thriller descarnado y cruel", pero que "se echa en falta, digamos, un giro de guion que le dé algo de grandeza o grosor a lo turbio". Sergio F. Pinilla de Cinemanía fue algo más benevolente, dándole tres estrellas de cinco, pero la comparó de forma poco favorable con Big Bad Wolves, escribiendo que "resulta más truculenta y bastante menos filosófica" que la original, a favor de una mayor apuesta "por el suspense que por el conflicto moral", concluyendo que "entretiene, pero languidece si la comparamos con su filme matriz o con las secuencias fundacionales de Reservoir Dogs o de Sympathy for Lady Vengeance." Javier Ocaña de El País le dio a la cinta una crítica bastante negativa, poniéndola como prueba de que, a pesar de la buena recepción de las películas españolas de 2022, "se siguen y se seguirán haciendo películas españolas espantosas" y que, como remake de Big Bad Wolves, es "incomparable desde el prólogo"; también cuestionó los toques cómicos de la película, criticó la actuación de Adriana Ugarte, describió la música como "tan estereotipada que parece una parodia" y lamentó que "nunca hay una idea conjunta en el tono" y que "cada secuencia [...] va por su lado"
Juan Luis Sánchez del portal web Decine21.com le dio a la película un 5/10, escribiendo que "intenta imitar el estilo de Quentin Tarantino [...] si bien [...] se tiende a la cutrez en algún momento" y que "no hará que el espectador pierda la cabeza, pero que resulta ameno" Begoña del Teso de El Correo le dio a Lobo feroz dos estrellas de cinco; sin embargo, también defendió a la película de algunas de sus críticas más duras, escribiendo que, "excepto la inspectora y su ayudante", los personajes "está[n] más que bien silueteado[s]" y que en realidad lo que le molestó es "la aparición en pantalla del lobo como símbolo, metáfora o cualquier otra cosa", concluyendo que la película "funciona" y que, antes o después de ver Lobo feroz, los espectadores también deberían ver Big Bad Wolves Arturo Tena de Cine con Ñ fue bastante crítico con la película, describiendo a Lobo feroz como "una película sin muchas ideas y, desde luego, sin personalidad" y que cualquier comparación con Big Bad Wolves, "más que para decidir cuál es mejor o peor [...] sirve para darse cuenta de algún ligero acierto de la versión española pero, sobre todo, de lo que no funciona y por qué", concluyendo que es "soportable por la dirección de Gustavo Hernández", pero que "[su] potencial [fue] totalmente desactivado por un simplón y maniqueo guion" y que "sacrifica toda la tensión y el humor retorcido de la original para construir un thriller genérico con algo de gancho y giro final".
Manuel J. Lombardo del Diario de Sevilla decribió a Lobo feroz como un "innecesario remake" de Big Bad Wolves, y concluyó que es "un filme descompensado, disperso y desconcertante que parece sabotearse a sí mismo", citando como motivo para su conclusión sus "secuencias innecesarias, músicas-cliché, pelucas postizas y una dirección de actores realmente esquizofrénica". Gerard Casado de Contraste le dio a la película dos de cinco estrellas, explicando que la película "tenía muchas papeletas para ser un retrato crudo y difícil de digerir sobre la pedofilia", pero que la idea "se diluye rápido, pues el film vira hacia una sesión de tortura larga, a la vez que explícita", elogiando únicamente las actuaciones de Ugarte y de Javier Gutiérrez como "creíbles, aunque un poco forzosas". Miguel Ángel Pizarro de eCartelera le dio a Lobo feroz un 6/10, explicando que, debido a las distintas realidades sociales de España e Israel, la idea de una adaptación española de Big Bad Wolves "se antoja[ba] complicada"; a la hora de analizarla, definió su tono como "totalmente impostado, especialmente en los momentos de humor negro" y que su relato es "mucho menos rico en matices, que pierde enteros en lo relacionado a la crítica de la actuación policial" y concluyendo que la película es "una versión descafeinada de [...] Big Bad Wolves", aunque elogió al reparto, sobre todo a Ugarte, cuya interpretación describió como "magnífica". Enrique Abenia de Heraldo de Aragón le dio a la película tres estrellas de cinco, diciendo que la película "desprende personalidad e interés aunque resulta menos redonda, sugerente y maliciosa que la original" y advirtió que "si se está familiarizado con la obra israelí [...] la adaptación no posee la misma fuerza", aunque advirtió que esto "no significa que las situaciones pierdan su efecto" y elogió las interpretaciones de Ugarte, Gutiérrez y Antonio Dechent, escribiendo que "le dan al filme cierto aire propio".
Sin embargo, Lobo feroz también ha recibido críticas genuinamente positivas. Laura Zurita de No es cine todo lo que reluce le dio a la película un 7/10, describiéndola como "una obra de vocación comercial y buena factura técnica, que entretiene a su público y explora lados muy oscuros del ser humano", aunque lamentó que la subtrama policial "no consigue interesarnos y es el punto más débil de [la película], dispersando el interés sin añadir realmente nada". Ismael Arias de Cinemagavia también le dio a la película un 7/10, llamándola "una gran adaptación, un buen homenaje a su predecesora" y defendió sus cambios en comparación con Big Bad Wolves diciendo que "no restan ni suman, solo hace que varíe el tono y sintamos algo de frescura si somos espectadores con conocimiento de la historia".